# Sibyl Buck
Pour les articles homonymes, voir Sibyl.
Sibyl Buck, née le 27 mai 1972 à Versailles (France), est un mannequin et une musicienne américaine.

## Biographie
Sibyl Buck naît à Versailles, en France, alors que son père est professeur à l'école américaine de Paris. Mais il quitte son emploi juste après sa naissance et la famille retourne aux États-Unis et s'installe en Virginie.
En 1992, à sa sortie du collège, Sibyl Buck part à Paris où elle commence une carrière de mannequin. Reconnaissable à ses piercings et ses cheveux rouges, elle connaît un certain succès, notamment auprès du couturier Yves Saint Laurent. Elle travaille aussi pour Jean-Paul Gaultier, Alexander McQueen et de nombreuses autres maisons de mode.
Elle fait à cette époque quelques apparitions au cinéma, notamment en 1997 dans Le Cinquième Élément, et travaille également comme présentatrice pour MTV.
En 1998, elle quitte le mannequinat. Mère d'un premier enfant, elle devient musicienne rock. En 2007, elle participe par exemple à l'enregistrement de l'album de Joseph Arthur Temporary People.